# Tomasz Jabłoński
Pour les articles homonymes, voir Jablonski.
Tomasz Jabłoński est un boxeur polonais né le 29 décembre 1988 à Gdynia.

## Carrière
Sa carrière est principalement marquée par une médaille d'argent remportée aux championnats d'Europe de Samokov en 2015 dans la catégorie poids moyens.

### Championnats d'Europe de boxe amateur
- Médaille d'argent en -75 kg en 2015 à Samokov,  Bulgarie